# كيلي دين
كيلي دين (بالإنجليزية: Kiley Dean)‏ هي مغنية أمريكية، ولدت في 12 أبريل 1982 في ألما في الولايات المتحدة.

## وصلات خارجية
- الموقع الرسمي